# Salvatore Schillaci
Salvatore Schillaci (IPA: [salvaˈtore skilˈlatʃi]), italijanski nogometaš, * 1. december 1964, Palermo, † 18. september 2024, Palermo.
Schillaci je večji del kariere igral v Serie A za klube Messina, Juventus in Inter, ob koncu kariere pa tudi za klub Jubilo Ivata v japonski ligi. Z Juventusom je osvojil državni pokal in pokal UEFA v sezoni 1989/90, z Interjem še drugič pokal UEFA v sezoni 1993/94, leta 1997 pa je osvojil tudi naslov japonskega državnega prvaka.
Za italijansko reprezentanco je v letih 1990 in 1991 odigral šestnajst uradnih tekem in dosegel sedem golov. Nastopil je na Svetovnem prvenstvu 1990, kjer je z reprezentanco osvojil tretje mesto, sam pa je bil s šestimi goli najboljši strelec turnirja, prejel je še nagradi zlata žoga in zlati čevelj.